# Juan de Lugo y Quiroga
Juan de Lugo y Quiroga S.J. (Madrid, 25 de noviembre de 1583-Roma, 20 de agosto de 1660). Jesuita e importante teólogo español, fue el último representante de la Escuela de Salamanca.

## Biografía
Tercer hijo de Juan de Lugo, jurado y procurador en Cortes por Sevilla, y de Teresa de Pisa y Quiroga, era hermano de Francisco de Lugo, S.J. también teólogo notable, y primo de José Antonio González de Salas, editor de las obras de Francisco de Quevedo. Estudió gramática, retórica y artes en el Colegio de San Hermenegildo de Sevilla, donde a los trece años defendió en acto público toda la lógica. En 1599 y 1601-1603, estudió en Salamanca cánones y leyes.
Hecho el noviciado en Villagarcía de Campos y Valladolid, fue enviado (principios 1605) para cursar la filosofía a Pamplona, donde defendió bajo la presidencia de Bernabé Matute el acto general de filosofía. Estudió teología (1607-1611) en Salamanca, bajo profesores como Juan de Chacón, Pedro Hurtado de Mendoza, Juan de Salas y Pedro de Arrúbal, a quien dedica grandes elogios en sus escritos. Al fin del tercer año defendió el «acto menor», y al año siguiente, defendió el «acto mayor». 
A principios noviembre 1611, fue a Medina del Campo a suplir en la lectura de filosofía a Gerónimo de Lazárraga y tuvo como discípulo a Rodrigo de Arriaga. Hacia marzo de 1612 suplió unos meses en Monforte de Lemos al P. Alonso Vázquez en el segundo curso de filosofía, y regresó a Medina del Campo para explicar algunas cuestiones de metafísica. En curso 1612-1613, empezó en León el trienio completo de filosofía hasta 1615, en que marchó a Salamanca como suplente de teología. En 1616, comenzó por el tratado De Eucharistia su magisterio teológico en Valladolid. 
Llamado a Roma el 10 de marzo de 1621 por el General de la Orden, enseñó teología en el Collegio Romano hasta 1643. Desempeñó un importante papel en la congregación particular que estableció (1642) Urbano VIII para que dictaminase sobre el empleo de las rentas del Papa. Fue creado cardenal en 1643, con el título de S. Esteban en MonteCelio. Participó en el cónclave de 1644, en el que fue elegido Inocencio X. Cambió al título de S. Balbina, en 1644. Participó en el cónclave de 1655 (Alejandro VII). Fue Camarlengo del Sacro Colegio. Al morir según su deseo, fue enterrado en la Iglesia del Gesù cerca de la tumba del fundador de la orden San Ignacio de Loyola, para que “su corazón descansara donde estaba su tesoro”, como está escrito en su epitafio. 
Interesado en ciencia y medicina, Lugo propició la introducción, en Roma desde las Américas de la quinina, conocida como Cortex peruvianus, como tratamiento médico. [cita requerida]

## Pensamiento
Juan de Lugo está considerado como uno de los teólogos más insignes de la Compañía de Jesús. Posee gran sutileza en sus razonamientos, compulsa y somete a profundo examen las diversas opiniones y expone la propia con claridad eximia. Busca la concisión, pero sin que el problema pierda profundidad y claridad y sin omitir nada que pueda conducir positivamente a su esclarecimiento o solución. Evita la excesiva insistencia en puntos que no merecen un riguroso examen, o disquisiciones inútiles. En la investigación de buena parte de problemas filosóficos y teológicos, Lugo viene a constituir el punto medio de conciliación y equilibrio entre Francisco Suárez y Gabriel Vásquez, cuyas doctrinas repercuten en él y por él son tamizadas y refundidas. Imprime a su investigación un sello netamente personal y se preocupa por renovar la filosofía y teología escolásticas, señalando con prudente audacia caminos nuevos y originales, como en la doctrina del objeto formal de la fe, de la subsistencia creada, de la unión hipostática, del misterio eucarístico, de la solución al problema filósofico del continuo material, etc. Es especialmente juicioso en materias morales. Entre su teología dogmática y moral existe una conexión intrínseca de fundamento a fundado. Su tratado De iustitia et iure es quizá su obra más célebre y pasa por ser una de las obras maestras y clásicas.

### Influencia en la Escuela Austríaca de Economía
Fue el último de los representantes de la Escuela de Salamanca, cuyos autores y aportaciones sentaron los fundamentos de la teoría económica que desarrollaría la Escuela Austríaca de Economía.
En su obra De Iustitia et Iure (1642) explicó cómo el precio de mercado de un bien se origina a través de la valoración subjetiva de la gente y de la interacción de multitud de personas (teoría subjetiva del valor). Como esta valoración no depende de ninguna cualidad objetiva del bien en cuestión sino de las preferencias de los distintos individuos (con las que podemos coincidir o no) el precio justo de un bien será siempre su precio de mercado. 
Una de sus sentencias más famosas es ésta: “Pretium iustum mathematicum licet soli Deo notum”. El cardenal Juan de Lugo defiende la libertad de precios y la no intervención del gobierno en los mismos. En este contexto, Juan de Lugo concebía al ser humano, y a su libertad, como el principal protagonista de la sociedad, ya que el origen de los fenómenos económicos era la interacción de las valoraciones y elecciones humanas individuales.

## Obras
- 1633 - De Incarnatione Domini
- 1633 - De sacramentis in genere
- 1636 - De Venerabili Eucharistiae Sacramento et de sacrosancto Missae sacrificio
- 1638 - De Virtute et Sacramento poenitentiae, de Suffragiis et Indulgentiis
- 1642 - De justitia et jure
- 1646 - De virtuto fidei divinae
- 1651 - Responsorum morialum libri sex
- 1716 - De Deo, de Angelis, de Actibus humanis et de Gratia